# Vladislav Bajcajev
Vladislav Bajcajev (Bajcaty) (* 17. srpna 1990 Digora) je ruský zápasník–volnostylař osetské (digorské) národnosti.

## Sportovní kariéra
Jeho rodina pochází z horské osetské vesnice Fasnal. Zápasení se věnoval od 8 let v rodné Digoře pod vedením Alana Dzagkojeva. V 15 letech se přesunul do Vladikavkazu na střední sportovní školu, na které se připravoval pod vedením Cezara Tybylova. Vrcholově se připravuje v armádním tréninkovém centru CSKA v Moskvě pod vedením trenéru Berišviliho a Margijeva. V ruské mužské reprezentaci se pohybuje od roku 2011 ve váze do 96 (97) kg. O post reprezentační jedničky bojoval s Dagestáncem Abdusalamem Gadisovem. V roce 2012 s Gadisovem prohrál nominaci na olympijské hry v Londýně. V roce 2015 přestoupil do vyšší váhy do 125 kg, ve které prohrál v roce 2016 nominaci na olympijské hry v Riu s Bilalem Machovem.

## Výsledky
| Olympijské hry     |    | — |    |    |    | — |    |   |   | —   |   |    |  |  |  |  |  |  |  |  |  |  |  |  |
| Mistrovství světa  | —  |   | —  | —  | —  |   | —  | — | — |     | — | —  |  |  |  |  |  |  |  |  |  |  |  |  |
| Evropské hry       |    |   |    |    |    |   |    |   | — |     |   |    |  |  |  |  |  |  |  |  |  |  |  |  |
| Mistrovství Evropy | —  | — | —  | —  | 2. | — | 3. | — | — | úč. | — | 1. |  |  |  |  |  |  |  |  |  |  |  |  |
| MS juniorů         | —  | — | 3. | —  |    |   |    |   |   |     |   |    |  |  |  |  |  |  |  |  |  |  |  |  |
| ME juniorů         | —  | — | —  | 1. |    |   |    |   |   |     |   |    |  |  |  |  |  |  |  |  |  |  |  |  |
| ME dorostenců      | 3. |   |    |    |    |   |    |   |   |     |   |    |  |  |  |  |  |  |  |  |  |  |  |  |